# 臺南市東區大同國民小學
臺南市東區大同國民小學，簡稱大同國小，位於台灣臺南市東區，在鄰近台南市立文化中心的中華陸橋旁邊、與大同路交叉的中華東路路口附近的榮譽街上，鄰近縱貫鐵路。2006年成為國立台南大學合作發展學校，台南大學在此設置大同實驗中心，2008年起與台灣微軟合作發展未來學校計畫。2014與臺灣三星電子合作設立「SMART School智慧教室」。為中華民國教育部閱讀磐石學校及品德教育特色學校。2017獲選教育部「資訊科技融入教學創新應用團隊」暨「行動學習優良學校」，2018獲選教育部「中小學數位學習深耕計畫」學校。

## 外部連結
- 臺南市東區大同國民小學 （页面存档备份，存于）